# درفش

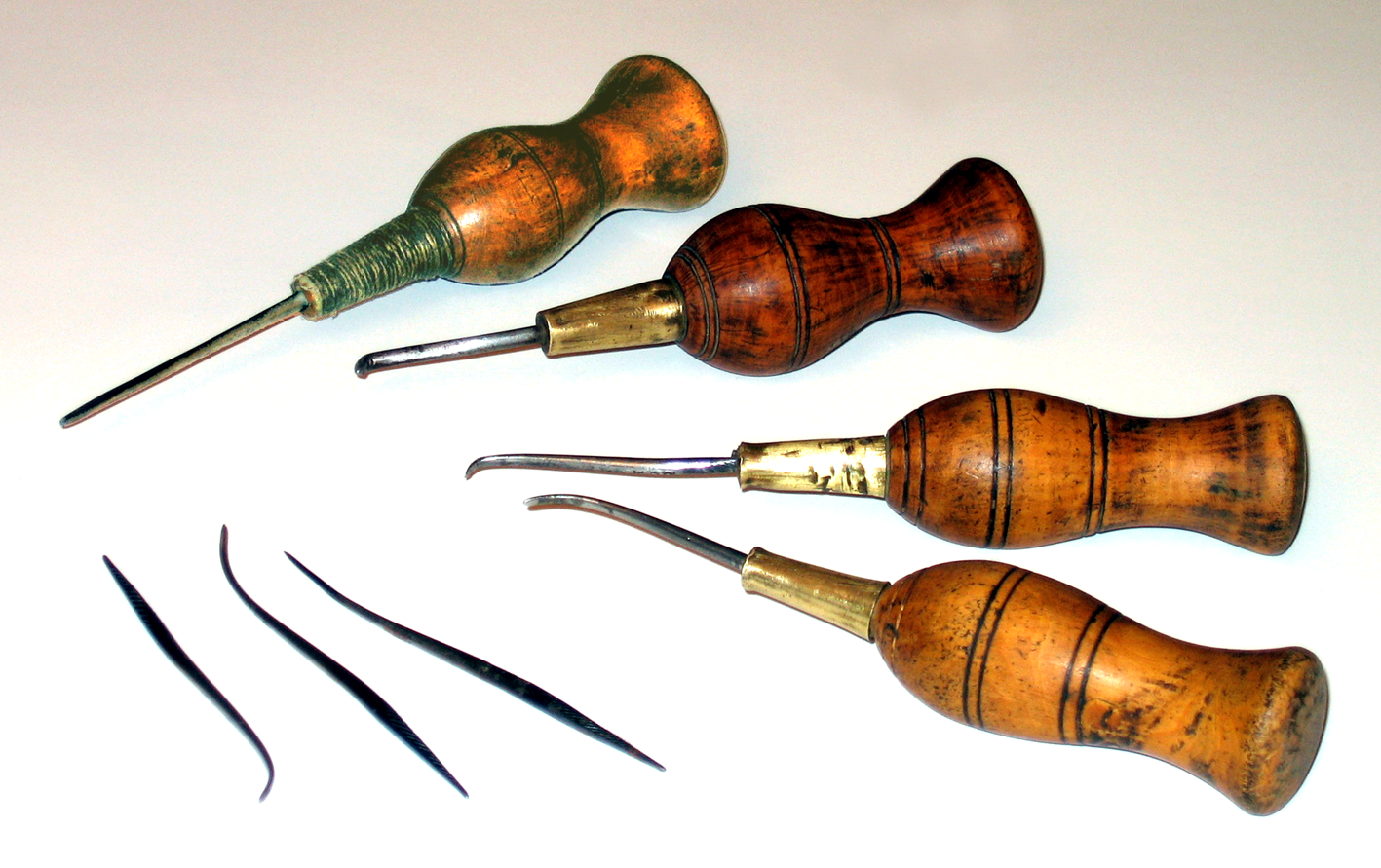
درفش‌های کفاشی.

دِرَفْش میله آهنی نوک‌تیز با دستهٔ چوبی است که در کفش‌دوزی برای سوراخ کردن چرم و گذراندن سوزن به کار می‌رود. از درفش به‌ویژه در ساخت کفش‌های سنتی مانند گیوه و چاروق بهره می‌گیرند.
درفش ابزاری آهنین و نوک‌تیز شبیه جوالدوز اما ضخیم‌تر از آن با دسته‌ای چوبی است که کفّاشان از آن برای سوراخ کردن چرم و دوخت‌ودوز کفش استفاده می‌کنند. کفشگران به وسیله درفش در چرم سوراخ ایجاد می‌کنند یا سوراخ‌های موجود را بازتر می‌کنند تا سپس از آن نخ و سوزن بگذرانند.
نوک درفش ممکن است راست یا کمی خمیده باشد و نوک میله آن معمولاً به پهنای ۲ میلی‌متر به صورت تیغه است.
دوخت برخی کفش‌ها سه‌مغزی است به این معنی که سه دور بخیه دستی با درفش و سوزن کفاشی دور آن زده می‌شود.
در صحافی و برای دوختن جلد کتاب‌ها هم از درفش استفاده شده‌است.
به سوراخ کردن چرم و مواد دیگر با درفش، درفش‌کاری یا بخیه زدن، یا سوزن زدن، یا خَلانیدن گفته می‌شود.

## کاربرد درفش در گیوه‌دوزی

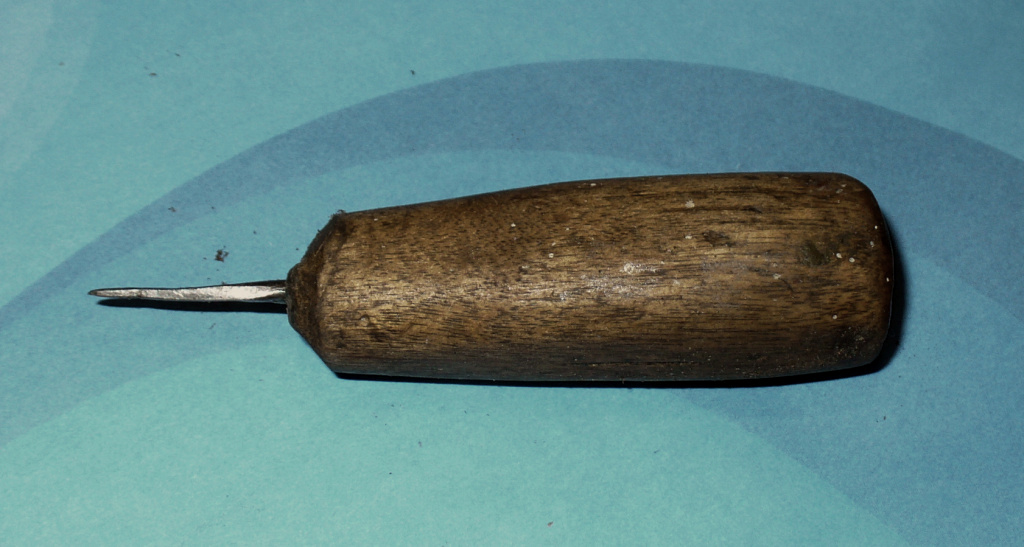
یک درفش ساده.

در گیوه‌های ملکین، وقتی که گیوه‌دوز، که نفر سوم صنعت گیوه‌بافی است، تخت کفش را از همکار خود گرفت، وظیفه اول او این است که دور یا کمر (بانه، چرم) محکمی دور تا دور تخت آن بدوزد. دور و تخت گیوه را با درفش محکمی سوراخ می‌کند و دقت مینماید که هر بخیه روی سوراخ‌هایی که قبلاً پاره‌دوز درست کرده بود، بیفتد. ضمن این عمل، گیوه‌دوز چوب پشت‌بند را موقتاً زیر تخت گیوه میگذارد تا این که راست شود. وقتی دور گیوه دوخته شد، قالب چوبی روی تخت گیوه قرار داده و رویه گیوه را روی آن کشیده، به دور میدوزد. برای دوختن دور و رویه گیوه از درفش کوتاهی به نام تیغ‌گرد استفاده می‌کند.

## پیشینه در ایران
درفش استخوانی که ابزاری برای دوخت و دوز در دوران باستان بوده‌است پیش از این تنها در کاوش‌های باستان‌شناسی محوطه‌های پیش از تاریخی که هنوز عنصر فلز شناخته نشده بوده، بدست می‌آمد.
اما در سال ۱۳۸۷ خورشیدی در محدوده ۱۰۰ متری جنوب غربی سراب بیستون در استان کرمانشاه، در کاروانسرایی، یک آسیاب آبی و هم‌چنین درفش استخوانی از دوره ایلخانی یافته شد. کشف درفش استخوانی در دوره ایلخانی با توجه به آنکه در این دوره انواع فلز موجود بوده‌است، تعجب باستان‌شناسان را برانگیخته‌است.

## اشاره در تورات
در کتاب مقدس یهودیان در سفر خروج ۲۱:۶ در مورد «حکم در مورد غلامان عبری» آمده‌است: «آنگاه آقایش او را به حضور خدا بیاورد، و او را نزدیک در یا قایمه در برساند، و آقایش گوش او را با درفشی سوراخ کند، و او وی را همیشه بندگی نماید.»

## نگارخانه

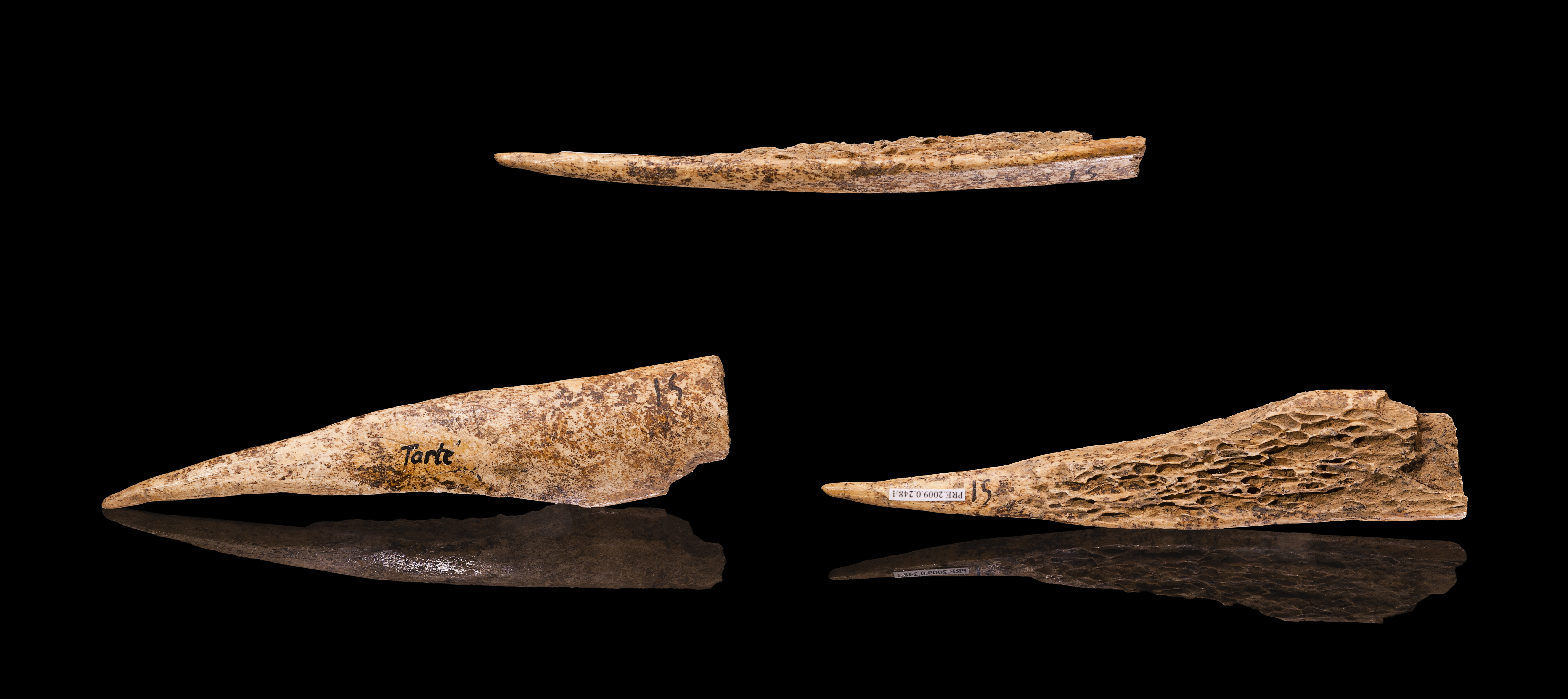
درفش‌های دیرینه‌سنگی - موزه تولوز فرانسه.
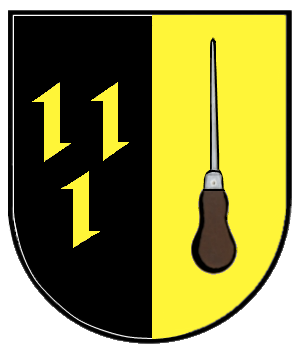
نشان منطقه افینگسن که امروزه در منطقه آلتنا در آلمان ادغام شده‌است.
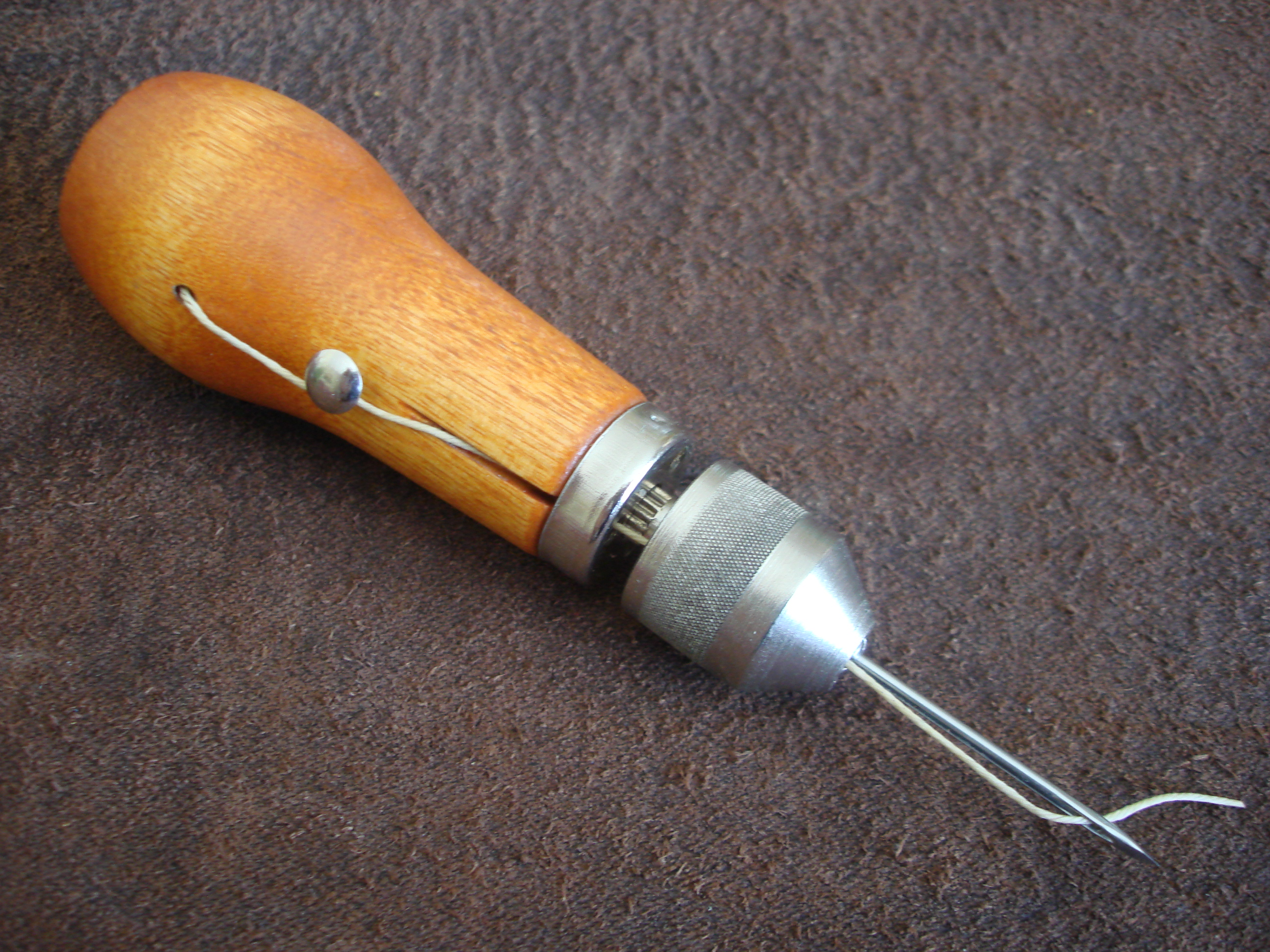
درفش دوزندگی
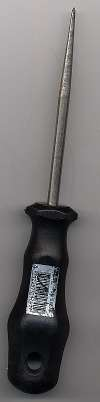
یک درفش امروزی